# Mouvement des Verts
Le Mouvement des Verts - Démocrates agrariens (en roumain : Mouvement des Verts - Démocrates agrariens, MV-DA), était un parti politique roumain se réclamant de l'écologie politique.

## Histoire
Le Mouvement des Verts - Démocrates agrariens a été fondé le 16 mars 2012 par Remus Cernea, un ancien membre du Parti vert (PV), dont il a été expulsé en septembre 2010. Dans la perspective des élections législatives de 2012 le parti a noué une alliance avec le PV. Les deux partis ont ensuite signé un accord avec l'Union sociale-libérale (USL), qui leur a permis d'obtenir chacun un député à la Chambre (Ovidiu Iane pour le PV et Remus Cernea pour le MV-DA) élus sur des listes USL. 
Lors de son congrès du 26 janvier 2013, le Mouvement des Verts s'est fondu dans le PV, Cernea en devenant le président et Iane le président exécutif.